# Amphigomphus nakamurai
Amphigomphus nakamurai е вид водно конче от семейство Gomphidae. Видът е незастрашен от изчезване.

## Разпространение
Разпространен е във Виетнам и Лаос.